# Gneu Papiri Elià
Gneu Papiri Elià (en llatí Cnaeus Papirius Aelianus) va ser un polític romà del segle ii.
Va néixer vora l'any 100 al municipi romà d'Iliberris (d'ubicació desconeguda, propera a l'actual ciutat de Granada), a la província Bètica. La seva família era una de les més importants del municipi i estava emparentada amb la Gens Papíria de Roma. Va accedir a l'ordre senatorial i va formar part del grup de senadors d'origen hispànic que van ser de gran influència durant el regnat de la Dinastia Flàvia. Fruit d'aquesta influència, Trajà, també originari de la Bètica, arribaria a ser proclamat emperador.
La seva infància va transcórrer a Roma i aviat va obtenir algun càrrec menor en una legió, fins que el 124 va ser nomenat qüestor de la Prefectura d'Acaia. La seva carrera continuaria com Tribú de la plebs el 126 i pretor el 128.
Entre el 129 i el 131 fou nomenat llegat de la Legió XIV Gèmina, de gran prestigi i amb base a Carnunt, (actual Àustria), en la província de Pannònia superior i després d'aquest càrrec, Hadrià el va nomenar governador de la província de Dàcia superior entre el 132 i 134.
Va ser governador de Britànnia entre el 145 i el 147, sota el regnat d'Antoní Pius. A part d'això es coneix molt poc d'ell, però va comandar l'ocupació de les terres baixes d'Escòcia, seguint les campanyes de reconquesta del seu predecessor Quintus Lollius Urbicus. L'ocupació sembla haver estat bastant pacífica, ja que Papiri va poder enviar part de les seves tropes a donar suport les campanyes romanes al nord d'Àfrica del 145 - 147.